# Estisch voetbalelftal (vrouwen)
Het Estisch vrouwenvoetbalelftal is een voetbalteam dat uitkomt voor Estland bij internationale wedstrijden en toernooien, zoals het Europees kampioenschap.

## Prestaties op eindronden

### Wereldkampioenschap
| Jaar   | Resultaat           | Wed                 | W                   | G                   | V                   | DV                  | DT                  |
| ------ | ------------------- | ------------------- | ------------------- | ------------------- | ------------------- | ------------------- | ------------------- |
| 1991   | Niet gekwalificeerd | Niet gekwalificeerd | Niet gekwalificeerd | Niet gekwalificeerd | Niet gekwalificeerd | Niet gekwalificeerd | Niet gekwalificeerd |
| 1995   | Niet gekwalificeerd | Niet gekwalificeerd | Niet gekwalificeerd | Niet gekwalificeerd | Niet gekwalificeerd | Niet gekwalificeerd | Niet gekwalificeerd |
| 1999   | Niet gekwalificeerd | Niet gekwalificeerd | Niet gekwalificeerd | Niet gekwalificeerd | Niet gekwalificeerd | Niet gekwalificeerd | Niet gekwalificeerd |
| 2003   | Niet gekwalificeerd | Niet gekwalificeerd | Niet gekwalificeerd | Niet gekwalificeerd | Niet gekwalificeerd | Niet gekwalificeerd | Niet gekwalificeerd |
| 2007   | Niet gekwalificeerd | Niet gekwalificeerd | Niet gekwalificeerd | Niet gekwalificeerd | Niet gekwalificeerd | Niet gekwalificeerd | Niet gekwalificeerd |
| 2011   | Niet gekwalificeerd | Niet gekwalificeerd | Niet gekwalificeerd | Niet gekwalificeerd | Niet gekwalificeerd | Niet gekwalificeerd | Niet gekwalificeerd |
| 2015   | Niet gekwalificeerd | Niet gekwalificeerd | Niet gekwalificeerd | Niet gekwalificeerd | Niet gekwalificeerd | Niet gekwalificeerd | Niet gekwalificeerd |
| Totaal | 0/7                 | 0                   | 0                   | 0                   | 0                   | 0                   | 0                   |

### Europees kampioenschap
| Jaar   | Resultaat                                      | Wed                                            | W                                              | G                                              | V                                              | DV                                             | DT                                             |
| ------ | ---------------------------------------------- | ---------------------------------------------- | ---------------------------------------------- | ---------------------------------------------- | ---------------------------------------------- | ---------------------------------------------- | ---------------------------------------------- |
| 1984   | Niet deelgenomen, onderdeel van de Sovjet-Unie | Niet deelgenomen, onderdeel van de Sovjet-Unie | Niet deelgenomen, onderdeel van de Sovjet-Unie | Niet deelgenomen, onderdeel van de Sovjet-Unie | Niet deelgenomen, onderdeel van de Sovjet-Unie | Niet deelgenomen, onderdeel van de Sovjet-Unie | Niet deelgenomen, onderdeel van de Sovjet-Unie |
| 1987   | Niet deelgenomen, onderdeel van de Sovjet-Unie | Niet deelgenomen, onderdeel van de Sovjet-Unie | Niet deelgenomen, onderdeel van de Sovjet-Unie | Niet deelgenomen, onderdeel van de Sovjet-Unie | Niet deelgenomen, onderdeel van de Sovjet-Unie | Niet deelgenomen, onderdeel van de Sovjet-Unie | Niet deelgenomen, onderdeel van de Sovjet-Unie |
| 1989   | Niet deelgenomen, onderdeel van de Sovjet-Unie | Niet deelgenomen, onderdeel van de Sovjet-Unie | Niet deelgenomen, onderdeel van de Sovjet-Unie | Niet deelgenomen, onderdeel van de Sovjet-Unie | Niet deelgenomen, onderdeel van de Sovjet-Unie | Niet deelgenomen, onderdeel van de Sovjet-Unie | Niet deelgenomen, onderdeel van de Sovjet-Unie |
| 1991   | Niet deelgenomen aan kwalificatie              | Niet deelgenomen aan kwalificatie              | Niet deelgenomen aan kwalificatie              | Niet deelgenomen aan kwalificatie              | Niet deelgenomen aan kwalificatie              | Niet deelgenomen aan kwalificatie              | Niet deelgenomen aan kwalificatie              |
| 1993   | Niet deelgenomen aan kwalificatie              | Niet deelgenomen aan kwalificatie              | Niet deelgenomen aan kwalificatie              | Niet deelgenomen aan kwalificatie              | Niet deelgenomen aan kwalificatie              | Niet deelgenomen aan kwalificatie              | Niet deelgenomen aan kwalificatie              |
| 1995   | Niet deelgenomen aan kwalificatie              | Niet deelgenomen aan kwalificatie              | Niet deelgenomen aan kwalificatie              | Niet deelgenomen aan kwalificatie              | Niet deelgenomen aan kwalificatie              | Niet deelgenomen aan kwalificatie              | Niet deelgenomen aan kwalificatie              |
| 1997   | Niet gekwalificeerd                            | Niet gekwalificeerd                            | Niet gekwalificeerd                            | Niet gekwalificeerd                            | Niet gekwalificeerd                            | Niet gekwalificeerd                            | Niet gekwalificeerd                            |
| 2001   | Niet gekwalificeerd                            | Niet gekwalificeerd                            | Niet gekwalificeerd                            | Niet gekwalificeerd                            | Niet gekwalificeerd                            | Niet gekwalificeerd                            | Niet gekwalificeerd                            |
| 2005   | Niet deelgenomen aan kwalificatie              | Niet deelgenomen aan kwalificatie              | Niet deelgenomen aan kwalificatie              | Niet deelgenomen aan kwalificatie              | Niet deelgenomen aan kwalificatie              | Niet deelgenomen aan kwalificatie              | Niet deelgenomen aan kwalificatie              |
| 2009   | Niet gekwalificeerd                            | Niet gekwalificeerd                            | Niet gekwalificeerd                            | Niet gekwalificeerd                            | Niet gekwalificeerd                            | Niet gekwalificeerd                            | Niet gekwalificeerd                            |
| 2013   | Niet gekwalificeerd                            | Niet gekwalificeerd                            | Niet gekwalificeerd                            | Niet gekwalificeerd                            | Niet gekwalificeerd                            | Niet gekwalificeerd                            | Niet gekwalificeerd                            |
| 2017   | Niet gekwalificeerd                            | Niet gekwalificeerd                            | Niet gekwalificeerd                            | Niet gekwalificeerd                            | Niet gekwalificeerd                            | Niet gekwalificeerd                            | Niet gekwalificeerd                            |
| Totaal | 0/12                                           | 0                                              | 0                                              | 0                                              | 0                                              | 0                                              | 0                                              |

## FIFA-wereldranglijst
Betreft klassering aan het einde van het jaar
| 2003 | 2004 | 2005 | 2006 | 2007 | 2008 | 2009 | 2010 | 2011 | 2012 | 2013 | 2014 | 2015 | 2016 | 2017 |
| ---- | ---- | ---- | ---- | ---- | ---- | ---- | ---- | ---- | ---- | ---- | ---- | ---- | ---- | ---- |
| 78   | 84   | 84   | 93   | 91   | 88   | 76   | 79   | 77   | 78   | 71   | 74   | 82   | 80   | 77   |

## Statistieken

### Tegenstanders
* Bijgewerkt tot en met de WK-kwalificatiewedstrijd tegen  Slovenië (0–6) op 26 november 2021.
| Tegenstander    | Wed. | W  | G | V  | DV | DT | DS  |
| --------------- | ---- | -- | - | -- | -- | -- | --- |
| Armenië         | 2    | 1  | 0 | 1  | 4  | 2  | +2  |
| Australië       | 1    | 0  | 0 | 1  | 1  | 5  | –4  |
| Azerbeidzjan    | 3    | 1  | 1 | 1  | 3  | 3  | 0   |
| Bahrein         | 1    | 1  | 0 | 0  | 3  | 0  | +3  |
| België          | 2    | 0  | 0 | 2  | 0  | 11 | –11 |
| Bosnië en Her.  | 2    | 0  | 0 | 2  | 0  | 5  | –5  |
| Bulgarije       | 1    | 0  | 0 | 1  | 0  | 5  | –5  |
| Cyprus          | 2    | 0  | 0 | 2  | 0  | 2  | –2  |
| Engeland        | 2    | 0  | 0 | 2  | 0  | 13 | –13 |
| Faeröer         | 4    | 0  | 3 | 1  | 5  | 6  | –1  |
| Finland         | 2    | 0  | 0 | 2  | 0  | 11 | –11 |
| Frankrijk       | 3    | 0  | 0 | 3  | 0  | 29 | –29 |
| Georgië         | 1    | 0  | 0 | 1  | 1  | 2  | –1  |
| Hongarije       | 1    | 0  | 0 | 1  | 0  | 4  | –4  |
| IJsland         | 2    | 0  | 0 | 2  | 0  | 17 | –17 |
| Israël          | 9    | 0  | 0 | 9  | 8  | 36 | –28 |
| Italië          | 2    | 0  | 0 | 2  | 1  | 9  | –8  |
| Kazachstan      | 4    | 2  | 1 | 1  | 5  | 4  | +1  |
| Kosovo          | 2    | 0  | 0 | 2  | 1  | 4  | –3  |
| Kroatië         | 5    | 1  | 1 | 3  | 5  | 10 | –5  |
| Letland         | 20   | 13 | 1 | 6  | 55 | 28 | +27 |
| Litouwen        | 18   | 11 | 6 | 1  | 36 | 9  | +27 |
| Luxemburg       | 1    | 0  | 1 | 0  | 1  | 1  | 0   |
| Malta           | 8    | 0  | 3 | 5  | 2  | 12 | –10 |
| Moldavië        | 2    | 1  | 0 | 1  | 4  | 3  | +1  |
| Nederland       | 3    | 0  | 0 | 3  | 0  | 21 | –21 |
| Noord-Ierland   | 4    | 1  | 0 | 3  | 2  | 6  | –4  |
| Noord-Macedonië | 3    | 1  | 2 | 0  | 4  | 2  | +2  |
| Oekraïne        | 2    | 0  | 0 | 2  | 1  | 9  | –8  |
| Polen           | 6    | 0  | 0 | 6  | 1  | 35 | –34 |
| Roemenië        | 7    | 0  | 0 | 6  | 4  | 35 | –31 |
| Rusland         | 2    | 0  | 0 | 2  | 0  | 7  | –7  |
| Servië          | 4    | 1  | 0 | 3  | 1  | 8  | –7  |
| Slovenië        | 4    | 0  | 0 | 4  | 0  | 21 | –21 |
| Slowakije       | 4    | 0  | 0 | 4  | 2  | 12 | –10 |
| Spanje          | 2    | 0  | 0 | 2  | 0  | 11 | –11 |
| Tsjechië        | 4    | 0  | 0 | 4  | 1  | 28 | –27 |
| Turkije         | 3    | 0  | 1 | 2  | 0  | 10 | –10 |
| Wales           | 6    | 0  | 1 | 5  | 2  | 17 | –15 |
| Wit-Rusland     | 12   | 0  | 2 | 10 | 6  | 37 | –31 |

Meistriliiga ·
Esiliiga ·
Esiliiga B ·
II liiga ·
III liiga ·
IV liiga ·
Naiste Meistriliiga

Beker ·
Supercup

Estisch voetballer van het jaar · Stadions

Nationaal: Mannen · Vrouwen
EJL · A-internationals · Bondscoaches · Statistieken · Estisch vrouwenelftal · Olympisch elftal · Estland U21 · Estland U20 · Estland U19 · Estland U18 · Estland U17 · Estland U16
1920 – 1929 ·
1930 – 1939 ·
1940 – 1949 ·
1950 – 1990 · 
1990 – 1999 ·
2000 – 2009 ·
2010 – 2019 ·
2020 − 2029
OS 1924
1920 ·
1921 ·
1922 ·
1923 ·
1924 ·
1925 ·
1926 ·
1927 ·
1928 ·
1929 · 
1930 · 
1931 · 
1932 · 
1933 · 
1934 · 
1935 · 
1936 · 
1937 · 
1938 · 
1939 · 
1940 · 
1941 · 
1942 · 
1943 · 1944 · 
1945 · 
1946 · 
1947 · 
1948 · 
1949 · 
1950 – 1990 · 
1991 · 
1992 · 
1993 · 
1994 · 
1995 · 
1996 · 
1997 · 
1998 · 
1999 · 
2000 · 
2001 · 
2002 · 
2003 · 
2004 · 
2005 · 
2006 · 
2007 · 
2008 · 
2009 · 
2010 · 
2011 · 
2012 · 
2013 · 
2014 · 
2015 · 
2016 ·
2017 ·
2018 ·
2019 ·
2020
Albanië ·
Andorra ·
Angola ·
Antigua en Barbuda ·
Argentinië ·
Armenië ·
Azerbeidzjan ·
België ·
Bosnië-Herzegovina ·
Brazilië ·
Bulgarije ·
Canada ·
Chili ·
China ·
Cyprus ·
Denemarken ·
Duitsland ·
Ecuador ·
Egypte ·
El Salvador ·
Engeland ·
Equatoriaal-Guinea ·
Faeröer ·
Fiji ·
Filipijnen ·
Finland ·
Frankrijk ·
Georgië · 
Gibraltar ·
Griekenland ·
Hongarije ·
Hongkong ·
Ierland ·
IJsland ·
Indonesië ·
Irak ·
Israël ·
Italië ·
Jordanië ·
Kazachstan ·
Kirgizië ·
Kroatië ·
Letland ·
Libanon ·
Liechtenstein ·
Litouwen ·
Luxemburg ·
Malta ·
Marokko ·
Mexico ·
Moldavië ·
Montenegro ·
Nederland ·
Nieuw-Caledonië ·
Nieuw-Zeeland ·
Noord-Ierland ·
Noord-Macedonië ·
Noorwegen ·
Oekraïne ·
Oezbekistan ·
Oman ·
Oostenrijk ·
Polen ·
Portugal ·
Qatar ·
Roemenië ·
Rusland ·
Saint Kitts en Nevis ·
San Marino ·
Saoedi-Arabië ·
Schotland ·
Servië ·
Slovenië ·
Slowakije · 
Spanje ·
Tadzjikistan ·
Thailand ·
Trinidad en Tobago ·
Tsjechië ·
Turkije ·
Turkmenistan ·
Uruguay ·
Vanuatu ·
Venezuela ·
Verenigde Arabische Emiraten ·
Verenigde Staten ·
Vietnam ·
Wales ·
Wit-Rusland ·
Zweden ·
Zwitserland